# Pierre Bakkes
Pierre Bakkes (Montfort, 6 mei 1941) is een Nederlands neerlandicus, die vooral bekendstaat als voormalig "streektaalfunctionaris" van Nederlands Limburg, een functie die hem is toegekend door de Provinciale Staten van Limburg, vanwege zijn inzet voor de erkenning van het Limburgs als streektaal.